# Le Palais de l'amour
Le Palais de l'amour (titre original : The Palace of Love) est un roman de science-fiction de Jack Vance appartenant au genre space opera, publié en 1967. C'est le troisième des cinq tomes de La Geste des Princes-Démons.

## Publication
Le Palais de l'amour a été publié aux États-Unis en 1967 et en France en 1980 dans la collection Science-fiction des éditions Pocket.